# 函館高等水産学校
| 函館高等水産学校 （函館高水） | 函館高等水産学校 （函館高水） |
| ----------------------------- | ----------------------------- |
| 創立                          | 1935年                        |
| 所在地                        | 北海道亀田村 （現・函館市）   |
| 初代校長                      | 佐々茂雄                      |
| 廃止                          | 1954年                        |
| 後身校                        | 北海道大学水産学部            |
| 同窓会                        | 北水同窓会                    |

函館高等水産学校 （はこだてこうとうすいさんがっこう） は、北海道帝国大学附属水産専門部を前身として、1935年 （昭和10年） に設立された官立の旧制専門学校 （実業専門学校）。略称は 「函館高水」。
札幌農学校水産学科を起源とし、現在の北海道大学水産学部に当たる教育機関である。札幌農学校の一学科として誕生した北海道大学水産学部の沿革の中で、当校が設置されていた時代は北海道帝国大学とは別の教育機関として独立していた変革期にあたる。本項では、北海道帝国大学から分離独立する前の諸機関及び北海道大学復帰後の歴史を含めて記述する。

## 概要
- 1907年 （明治40年） に設置された、札幌農学校水産学科を起源とする。
- 札幌農学校の発展に伴い、東北帝国大学農科大学（附設）水産学科 （1907年）・北海道帝国大学附属水産専門部 （1918年） と改称した。
- 1935年、附属水産専門部が北海道帝国大学から分離独立・函館に移転する形で函館高等水産学校となった （日本最初の水産専門学校）。
- 創立時は本科 （修業年限3年） に漁撈学科・製造学科・養殖学科の 3科を設置した （のちに専攻科として [旧] 遠洋漁業科を増設）。
- 第二次世界大戦中に函館水産専門学校 （略称：函館水専） と改称された。
- 学制改革で北海道大学農学部水産学科 （旧制） と統合され、新制北海道大学水産学部となった。
- 同窓会は 「北水同窓会」 と称し、旧制・新制 （水産学部） 合同の会となっている。
- 新制水産高等学校である北海道函館水産高等学校とは別制度の学校である。

## 沿革

### 札幌農学校水産学科時代
- 1906年3月12日： 第22帝国議会、札幌農学校への水産学科増設を可決。
- 1907年2月1日： 札幌農学校水産学科設置 （4月1日開設）。
  - 修業年限3年、入学資格は旧制中学校卒業者。
  - 学科に漁撈部・養殖部・水産製造部を設置。
- 1907年5月1日： 第1回入学式 （農業経済学講堂）。

### 東北帝国大学農科大学（附設）水産学科時代
- 1907年6月22日： 東北帝国大学農科大学水産学科と改称 （勅令第236号）。
- 1907年11月： 忍路臨海実習所が完成。
- 1909年2月： 練習船 「忍路丸」 （おしょろまる、初代） 就航。
  - 1926年に退任、のちに少年団日本聯盟に売却された。
- 1913年10月： 実習船 「鴎丸」 （ケッチ型帆船） 竣工。

### 北海道帝国大学附属水産専門部時代
- 1918年4月1日： 北海道帝国大学附属水産専門部と改称 （勅令第43号・44号）。
- 1919年3月： 遠藤吉三郎教授休職処分に関する騒動発生。
  - 当時の水産専門部主事の研究費問題に絡んだ筆禍事件。遠藤教授は復職せず1921年死去。
- 1922年8月： 実習船 「第二鴎丸」 （発動機船） 新造。
- 1927年5月： 練習船 「おしょろ丸」 （2世、総トン数471トン） 新造。
- 1928年9月： 水産専門部歌 『洋の東』 制定 （西村真琴 作詞、永井幸次 作曲）。
- 1929年3月27日： 第56帝国議会、附属水産専門部の独立・移転による函館高等水産学校設置を決定。
  - 当初は1930年4月開校予定だったが、財政上の理由により延期された。
  - 函館市、学校敷地20000坪・現金25万円の寄附を申し出。
- 1933年9月： 函館校地 （亀田郡亀田村字港） への校舎建設着工。

### 函館高等水産学校時代
- 1935年4月1日： 北海道帝国大学附属水産専門部を廃止、函館高等水産学校設置 （勅令第53号・54号）。
  - 函館高等水産学校規則制定 （文部省令第13号）。本科 （修業年限3年） に漁撈学科・製造学科・養殖学科の 3科を設置。
- 1935年5月1日： 第1回入学式・上級生編入式を挙行。
- 1935年5月29日： 寄宿舎 「北晨寮」 新築。
- 1936年3月13日： 第1回卒業式を挙行 （旧北大水産専門部からの編入者）。
- 1936年10月23日： 洞爺湖臨湖実験所を開設 （虻田郡虻田村字月浦）。
- 1937年2月： 北晨寮逍遙歌 『星の像に憧憬れて』 発表 （斎藤光治 作詞、塩見潔 作曲）。
- 1941年3月31日： 専攻科として遠洋漁業科を設置。
  - （旧規程） 漁撈学科卒業生対象。修業年限2年半。
- 1941年7月2日： 遠洋漁業科川畑講堂・訓育寮落成。
  - 市内漁業家 川畑孫市の寄附による。

### 函館水産専門学校時代
- 1944年4月1日： 函館水産専門学校と改称。
  - 本科学科を改称： 漁業科・水産製造科・水産増殖科。
- 1945年3月31日： 水産教員養成所を設置 （漁業科・水産製造科・水産増殖科）。
  - 7月8日、第1回入学。
- 1945年4月1日： 遠洋漁業科を専攻科から本科学科 （5年制） に変更。
- 1945年10月3日： アメリカ軍に校舎を接収される。
  - 函館市内、東川国民学校 （函館市立東川小学校、現在は廃校） に移転。
- 1946年2月： 遠洋漁業科川畑講堂焼失。
  - アメリカ軍の失火による。
- 1947年1月： アメリカ軍から校舎返還。
- 1949年5月5日： 練習船 「北星丸」 改造竣工式。
- 1949年5月31日： 新制北海道大学水産学部発足。
  - 北海道大学農学部水産学科 （旧制、1940年設置） との合併による。
  - 旧制函館水専は包括されて北海道大学函館水産専門学校となった。
- 1953年4月1日： 農学部水産学科 （旧制） 廃止。
- 1953年12月1日： 旧農学部水産学科系講座、函館に移転完了。
- 1954年3月31日： 北海道大学函館水産専門学校 （旧制）、廃止。

## 歴代校長
札幌農学校水産学科主任
- 学科主任心得： 遠藤吉三郎

東北帝国大学農科大学水産学科主任（主事）
- 主任（主事）： 藤田経信 （1908年10月 - 1918年3月）

北海道帝国大学附属水産専門部主事
- 主事： 藤田経信 （1918年4月 - 1920年9月）
- 主事： 佐々茂雄 （1920年9月 - 1935年3月）

函館高等水産学校校長・函館水産専門学校校長
- 初代： 佐々茂雄 （1935年4月 - 1943年10月）
- 第2代： 村山佐太郎 （1943年10月 - 1947年12月）
- 第3代： 犬飼哲夫 （1947年12月 - 1949年5月）
  - 北海道大学農学部教授 （兼務）
- 校長事務取扱： 武田志麻之輔 （1949年5月 - 1949年6月）
- 第4代： 武田志麻之輔 （1949年6月 - ）
  - 新制北海道大学水産学部 初代学部長

## 校地の変遷と継承
前身の北海道帝国大学附属水産専門部時代 （その前身諸校を含む） は、札幌市の北海道帝国大学校地に校舎が所在したが、函館高等水産学校創設後は、函館市より寄附された亀田郡亀田村字港253番地 （1949年4月から函館市港町253番地） の校地を使用した。第二次世界大戦敗戦により、校舎は一時的にアメリカ軍に接収されたが、1947年1月に返還された。その後、函館高等水産学校は母体である北海道大学に統合されることとなったが、函館校地は後身の新制北海道大学水産学部に継承され、現在に至っている。

## 著名な出身者
北海道大学の人物一覧を参照。

## 関連書籍
- 『北大水産学部七十五年史』 北海道大学水産学部、1982年9月。